# Issouf ag Maha
Issouf ag Maha (ur. 1962 w regionie Agades) – tuareski pisarz z Nigru. Pisze w języku francuskim.

## Książki
- Touaregs du XXIe siècle (Grandvaux, 2006)
- Touareg. Le destin confisqué (Tchinaghen Editions, Paryż 2008)